# Sawmills
Sawmills és una població dels Estats Units a l'estat de Carolina del Nord. Segons el cens del 2000 tenia 4.921 habitants.

## Demografia
Segons el cens del 2000, Sawmills tenia 4.921 habitants, 1.942 habitatges i 1.448 famílies. La densitat de població era de 304 habitants per km².
Dels 1.942 habitatges en un 35,7% hi vivien nens de menys de 18 anys, en un 56,8% hi vivien parelles casades, en un 11,5% dones solteres, i en un 25,4% no eren unitats familiars. En el 21% dels habitatges hi vivien persones soles el 5,7% de les quals corresponia a persones de 65 anys o més que vivien soles. El nombre mitjà de persones vivint en cada habitatge era de 2,53 i el nombre mitjà de persones que vivien en cada família era de 2,89.
Per edats la població es repartia de la següent manera: un 25,7% tenia menys de 18 anys, un 8,8% entre 18 i 24, un 32,3% entre 25 i 44, un 24% de 45 a 60 i un 9,2% 65 anys o més.
L'edat mediana era de 34 anys. Per cada 100 dones de 18 o més anys hi havia 97 homes.
La renda mediana per habitatge era de 36.391 $ i la renda mediana per família de 41.579 $. Els homes tenien una renda mediana de 27.933 $ mentre que les dones 20.688 $. La renda per capita de la població era de 15.597 $. Entorn del 4,3% de les famílies i el 8,9% de la població estaven per davall del llindar de pobresa.

## Poblacions més properes
El següent diagrama mostra les poblacions més properes.